# Olešnice (Blanskói járás)
Olešnice település Csehországban, a Blanskói járásban. Olešnice Rozsíčka, Rovečné, Velké Tresné, Lhota u Olešnice, Ústup, Křtěnov, Crhov, Trpín és Kněževes településekkel határos. Lakosainak száma 1645 fő (2024. január 1.).

## Népesség
A település lakosságának változását az alábbi diagram mutatja:
| Lakosok száma | 2054 | 2176 | 1826 | 1524 | 1791 | 1768 | 1699 | 1672 | 1640 | 1645 |
|               | 1869 | 1890 | 1921 | 1950 | 1980 | 2001 | 2017 | 2019 | 2022 | 2024 |